# Осада Биляра
Осада Биляра — осада и взятие монгольскими войсками Биляра, столицы Волжской Булгарии. Произошла в 1236 году, длилась 45 дней и закончилась полным разрушением города.

## Осада
Укрепления Биляра состояли из деревянных стен цитадели (толщина до 10 м) площадью 20 га, построенных при основании города в 922/923 годах. Следующая линия состояла из двух валов внутреннего города протяжённостью 5 км, и затем — вал внешнего города протяжённостью 11 км.
Под натиском монгольской армии Биляр был взят и разрушен. Об этом событии сообщается в Лаврентьевской летописи:

«В лето 6744 [1236 г.] …приидоша от восточные страны в Болгарьскую землю безбожнии Татарии и взяша Татарове на Болгарскую землю и взяша славныи Великий град Болгарскыи и избиша оружьем от старца и до уного и до сущаго младенца и взяша товара множество, а город ихъ пожгоша огнемъ и всю землю их ихъ поплениша».
Затем монголы уничтожили ещё несколько булгарских городов. Территория Волжской Булгарии была включена в состав Улуса Джучи Монгольской империи.
Позже предпринимались попытки возродить город, но они так и не увенчались успехом.